# Fisherman's Friend
Fisherman's Friend är halstabletter som tillverkas av företaget Lofthouse i Fleetwood i England.
Fisherman's Friend utvecklades av apotekaren James Lofthouse 1865 för att underlätta andningsproblem som vissa fiskare som arbetade under extrema omständigheter i de isländska fiskområdena led av. Efter ett tag började fiskarna referera till tabletterna som friends och därav fick produkten namnet.[källa behövs]
Tabletterna säljs nu i över hundra länder i en mängd olika smaker. Vissa av dessa är endast tillgängliga i vissa länder. Lofthouse tillhandahåller en postordertjänst som ger britter möjlighet att köpa vissa av de mer exotiska och svårhittade smakerna. Tillverkarna har vunnit priset Queen's Award for Enterprise tre gånger. Fisherman's Friend är veganska.